# Mătăsaru
Mătăsaru è un comune della Romania di 5 614 abitanti, ubicato nel distretto di Dâmbovița, nella regione storica della Muntenia.
Il comune è formato dall'unione di 7 villaggi: Crețulești, Mătăsaru, Odaia Turcului, Poroinica, Puțu cu Salcie, Sălcioara, Tețcoiu.